# Денчук Артур Ігорович
Арту́р І́горович Денчу́к (нар. 3 квітня 1992, Харків) — український футболіст, воротар іспанського аматорського клубу «Альмораді». Колишній гравець молодіжної та юнацьких (U-18, U-19, U-20) збірних України.

## Біографія
Народився 3 квітня 1992 у місті Харків. З шести років мріяв стати футболістом, і у семирічному віці батьки записали Артура у дитячу футбольну школу харківського «Металіста». Першим тренером для Артура став В'ячеслав Іванович Гунько. Згодом пробився до складу команди «Металіста» до 19 років. Весняну частину сезону 2013/14 на правах оренди провів у ФК «Суми», що виступав у Першій лізі. Першу частину сезону 2015/16 грав за першоліговий «Геліос», у другій — повернувся до «Металіста», але так і не зіграв жодного матчу у основному складі цієї команди. Всього за 2008—2016 роки провів у Молодіжному чемпіонаті України за «Металіст» 111 матчів, ще 16 ігор зіграв у 2008 році за цей харківський клуб у Чемпіонат України U-17.
19 липня 2016 року став гравцем краматорського «Авангарда». 11 серпня 2020 року, разом з ще 13-ма гравцями покинув краматорський клуб.
У сезоні 2016/17 Денчук став єдиним у Першій лізі футболістом, який зіграв в усіх матчах і не пропустив жодної хвилини ігрового часу. На рахунку голкіпера всі 34 гри та 3060 зіграних хвилин, а також 13 клин-шитів (матчів без пропущених голів) у сезоні.
У серпні 2020 року став гравцем новоствореного харківського «Металу», який у червні наступного року було перейменовано на «Металіст». 24 лютого 2022 року був виключений із заявки харківського клубу.
1 вересня 2022 року був заявлений за іспанський аматорський клуб «Альмораді».

## Юнацькі та молодіжна збірні України
На рахунку Денчука 20 ігор за юнацькі та молодіжну збірні. У збірній тренувався, зокрема, під керівництвом Олександра Головка.

## Досягнення
Друга ліга України
- Переможець: 2020/21

Молодіжний чемпіонат України
- Срібний призер: 2010/11